# Bembidion abeillei
Bembidion abeillei es una especie de escarabajo del género Bembidion, categorizada en la tribu Bembidiini, de la subfamilia Trechinae.

## Distribución
Se distribuye por Francia, Italia y España.

## Taxonomía
Fue descrita por Bedel en 1879.